# スレード美術学校

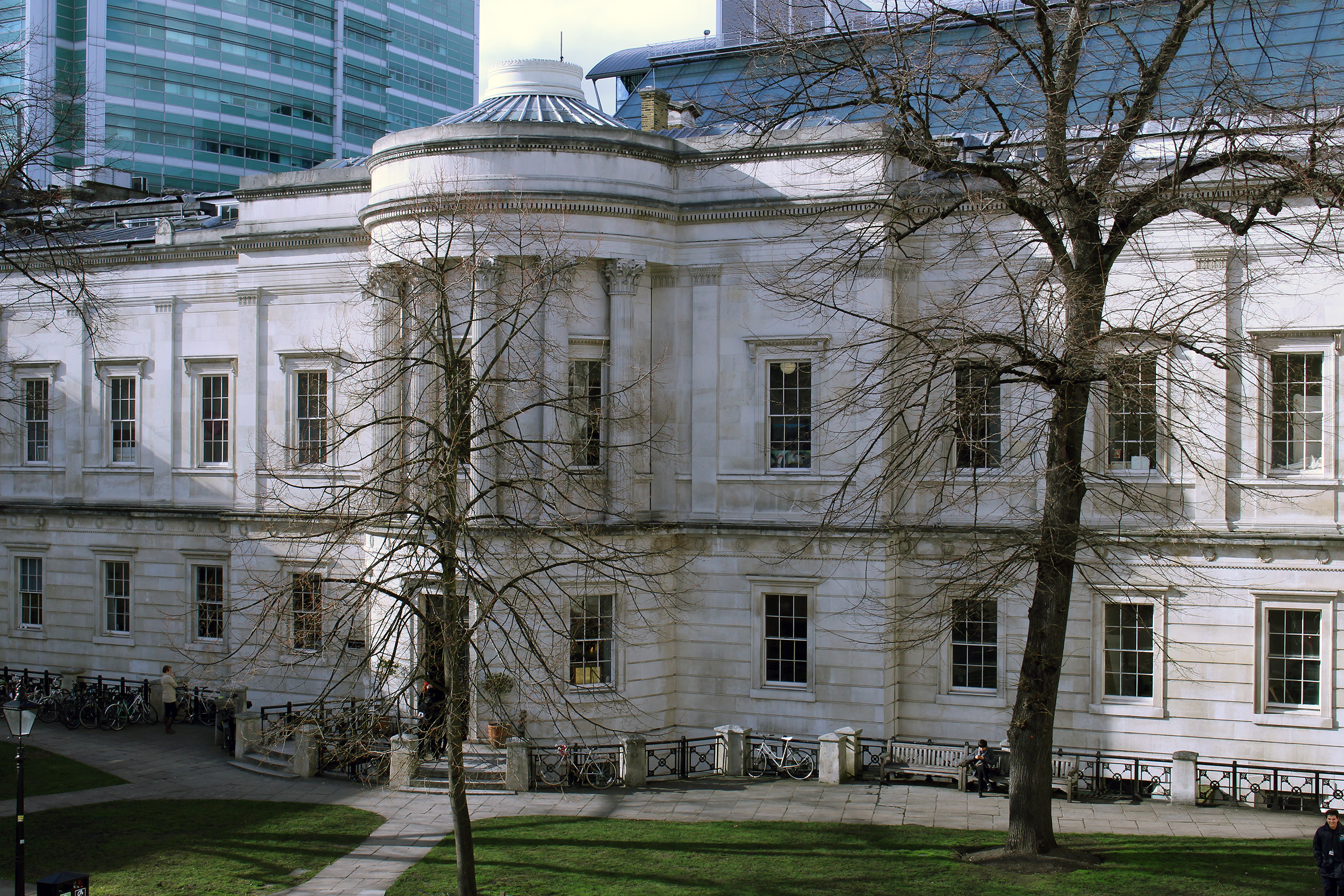
現在のスレード美術学校の建物、かつてはUCLの化学教室であった。

スレード美術学校（UCL Slade School of Fine Art:非公式に"The Slade"と呼ばれる）はロンドンにあるユニヴァーシティ・カレッジ・ロンドンの人文学部に属する美術学校である。世界的に評価の高い美術学校の一つである。

## 歴史
1868年に、法律家で考古学的遺物の収集家のフェリックス・スレード（1788-1868）の遺志で、オクスフォード大学、ケンブリッジ大学、ユニヴァーシティ・カレッジ・ロンドンに美術の教授職を設けるための資金が寄付されたのにはじまる。ユニヴァーシティ・カレッジ・ロンドンでは美術学校が設立できるように、6人分の奨学資金も寄付され、1871年に美術学校は発足した。
初代の教授には、エドワード・ポインターがついた。スレード美術学校で教えた芸術家にはヘンリー・トンクス、フィリップ・ウィルソン・スティーア、ルシアン・フロイドらがいる。
1897年から、最優秀の学生の作品には賞が与えられ、美術学校に展示されるようになり、毎年開催されるようになった Summer Composition Prize と the Figure and Head Painting Prizesの受賞作や、教師の作品とともに、美術館の収蔵作品のもとになっている。

## 関連した人物
教授を務めた人物や、卒業生には以下の人物がいる。
| 名前                               | 生没年    | 出身の国                              | 備考・出典               |
| ---------------------------------- | --------- | ------------------------------------- | ------------------------ |
| エドワード・ポインター             | 1836-1919 | イギリス                              | 1871-1875間、初代教授    |
| アルフォンス・ルグロ               | 1837-1911 | フランス                              | 1876年から教授           |
| ロバート・ハリス                   | 1849-1919 | カナダ                                |                          |
| フレデリック・ブラウン             | 1851-1941 | イギリス                              | 1893-1918間、教授        |
| トーマス・クーパー・ゴッチ         | 1854-1931 | イギリス                              | 1878年から学生           |
| ウィリアム・ヨーク・マクレガー     | 1855-1923 | イギリス                              |                          |
| イーヴリン・ド・モーガン           | 1855-1919 | イギリス                              |                          |
| パーシー・ロバート・クラフト       | 1856-1934 | イギリス                              |                          |
| シドニー・スター                   | 1857-1925 | イギリス                              |                          |
| バーサ・ニューカム                 | 1857-1947 | イギリス                              |                          |
| ウィリアム・バーンズ・ウォーレン   | 1857-1936 | イギリス                              |                          |
| ヘンリー・スコット・テューク       | 1858-1929 | イギリス                              |                          |
| ジョン・ピーター・ラッセル         | 1858-1930 | オーストラリア                        |                          |
| トーマス・コーサン・モートン       | 1859-1928 | イギリス                              |                          |
| ウィリアム・ストラング             | 1859-1921 | イギリス                              |                          |
| フィリップ・ウィルソン・スティーア | 1860-1942 | イギリス                              | 1893-1930間、教師        |
| ヘンリー・ジャスティス・フォード   | 1860-1941 | イギリス                              |                          |
| ドーラ・リッチモンド               | 1861-1935 | ニュージーランド                      |                          |
| ヘンリー・トンクス                 | 1862-1937 | イギリス                              | 1918-1930間、教授        |
| アルバート・シュヴァリエ・テイラー | 1862-1925 | イギリス                              |                          |
| サラ・セシリア・ハリソン           | 1863-1941 | アイルランド                          |                          |
| ベアトリス・オフォー               | 1864-1920 | イギリス                              |                          |
| ウィリアム・フランク・コールドロン | 1865-1943 | イギリス                              |                          |
| エセル・キャリック                 | 1865-1952 | オーストラリア                        |                          |
| コンスタンツ・マルキエビッチ       | 1868-1927 | アイルランド                          |                          |
| G・K・チェスタトン                 | 1874-1936 | イギリス                              | 作家                     |
| グウェン・ジョン                   | 1876-1939 | イギリス                              |                          |
| ハロルド・ギルマン                 | 1876-1919 | イギリス                              |                          |
| アンブローズ・マケボイ             | 1877-1927 | イギリス                              |                          |
| ウィリアム・オーペン               | 1878-1931 | イギリス(アイルランド)                |                          |
| オーガスタス・ジョン               | 1878-1961 | イギリス                              |                          |
| アイリーン・グレイ                 | 1878-1976 | アイルランド                          |                          |
| スペンサー・フレデリック・ゴア     | 1878-1914 | イギリス                              |                          |
| ヘレン・マクニコル                 | 1879-1915 | カナダ                                |                          |
| ジェシカ・ディスモア               | 1885-1939 | イギリス                              |                          |
| クリフォード・バックス             | 1886-1962 | イギリス                              | 文筆家                   |
| バーナード・リーチ                 | 1887-1979 | イギリス                              |                          |
| マーク・ランセラット・サイモンズ   | 1887-1935 | イギリス                              |                          |
| ジェームズ・ディクソン・イネス     | 1887-1914 | イギリス                              |                          |
| ポール・ナッシュ                   | 1889-1946 | イギリス                              |                          |
| C.R.W. ネヴィンソン                | 1889-1946 | イギリス                              |                          |
| ジョージ・オールト                 | 1891-1948 | アメリカ合衆国                        |                          |
| ベン・ニコルソン                   | 1894-1984 | イギリス                              |                          |
| ウィニフレッド・ナイツ             | 1899-1947 | イギリス                              |                          |
| アイリーン・エイガー               | 1899-1991 | ブエノスアイレス生まれ 、ロンドン育ち | 1925年から1926年まで在籍 |
| リチャード・ハミルトン             | 1922-2011 | イギリス                              |                          |
| ルシアン・フロイド                 | 1922-2011 | イギリス                              | 1949-1954間、講師        |
| ポーリン・ベインズ                 | 1922-2008 | イギリス                              |                          |
| ブライアン・ワイルドスミス         | 1930-2016 | イギリス                              |                          |
| モナ・ハトゥム                     | 1952-     | パレスチナ                            |                          |
| ダグラス・ゴードン                 | 1964-     | イギリス                              |                          |
| マーティン・クリード               | 1968-     | イギリス                              |                          |